# Anna Gaweł
Anna Gaweł (* als Anna Kleszcz) ist eine polnische Handballschiedsrichterin und ehemalige Handballspielerin.
Anna Gaweł begann im Alter von etwa acht Jahren mit dem Handballsport. Nach eigener Aussage wurde sie Torhüterin, weil sie zu lauffaul für das Feld war. Nachdem sie die Schule beendet hatte, beendete sie auch ihre aktive Zeit als Spielerin und wurde Schiedsrichterin. Als sie 2012 einen Aufruf des polnischen Handballverbandes las, dass Schiedsrichter und Schiedsrichterinnen für den Beachhandball gesucht wurden, entschloss sie sich dazu, dieses auszuprobieren. 2013 tat sie sich mit der im Beachhandball weitaus erfahreneren Edyta Jaworska zusammen, die selbst in der Disziplin aktiv war und es bis in den erweiterten Kreis der polnischen Beachhandball-Nationalmannschaft gebracht hatte. Seitdem bilden beide ein Schiedsrichterinnen-Gespann, wobei in der Anfangszeit Jaworska Gaweł – die bis 2017 unter ihrem Mädchennamen Kleszcz aktiv war – als Mentorin anleitete. 2014 legten sie gemeinsam im Rahmen der EBT Finals in Thessaloniki ihre Prüfung zur EHF-Schiedsrichterin ab. Sie waren nach Joanna Brehmer und Agnieszka Skowronek erst das zweite polnische Schiedsrichterpaar, das diese internationale Stufe erreichen konnte. Noch an Ort und Stelle kamen sie nach der Prüfung zum Einsatz und pfiffen unter anderem das Spiel um die Bronzemedaille der Männer zwischen Acropolis / Greece und Balonmano Playa Alcalá sowie bei den Deutschen Beachhandball-Meisterschaften 2014 in Wildeshausen. Zudem kamen sie beim EHF Beach Handball Champions Cup 2015 auf Gran Canaria zum Einsatz.

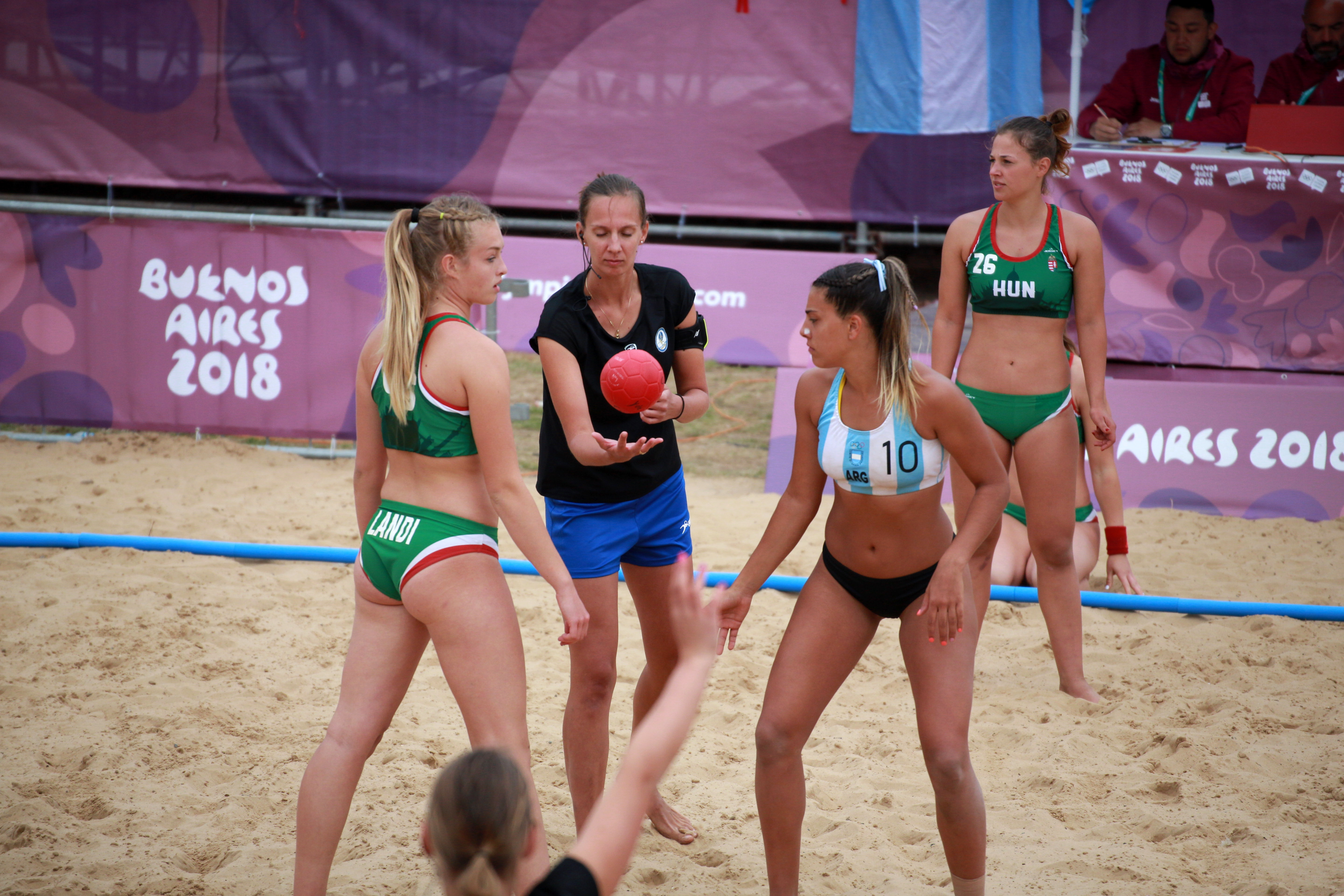
Gaweł beim Ballwurf zum Spielbeginn zwischen Ungarn und Argentinien bei den Olympischen Jugendspielen 2018; links Gabriella Landi, rechts Zoe Turnes, im Hintergrund Dorottya Gajdos

2017 legten Gaweł und ihre Partnerin auch ihre Prüfung zur IHF-Schiedsrichterin ab. Ihr erster Einsatz auf Weltebene waren die World Games 2017 in ihrer polnischen Heimat, in Breslau. Hier waren sie unter anderem die Schiedsrichterinnen des Frauen-Finals zwischen Brasilien und Argentinien. Zudem waren sie auch beim EHF Beach Handball Champions Cup 2017 auf Gran Canaria aktiv. Ein Jahr später wurden Gaweł und Jaworska für die Olympische Jugend-Sommerspiele in Buenos Aires berufen. Dort pfiffen sie mit der Partie zwischen den Gastgeberinnen aus Argentinien und der Türkei das erste Beachhandball-Spiel im Rahmen Olympischer Spiele überhaupt. Zu den insgesamt 14 geleiteten Spielen gehörte auch des Halbfinale bei den Jungen zwischen Spanien und Kroatien. Höhepunkt 2019 war die Teilnahmen an den Wold Beach Games in Doha, wo das Duo das Spiel um Bronze bei den Frauen zwischen Brasilien und Vietnam leitete.
Auch nach der Pandemie leiten Gaweł und Jaworska Spiele bei hochrangigen Turnieren, so beim EHF Beachhandball Championship 2022, dem Qualifikationsturnier für die Europameisterschaften 2023. Neben den großen Meisterschaften nehmen beide auch jedes Jahr an vielen kleineren Turnieren in Polen und der Europäischen Beach-Tour teil. Neben ihrer aktiven Tätigkeit als Schiedsrichterin ist Gaweł auch in der Weiterbildung und Vermittlung der Beachhandball-Regeln und Werte aktiv.

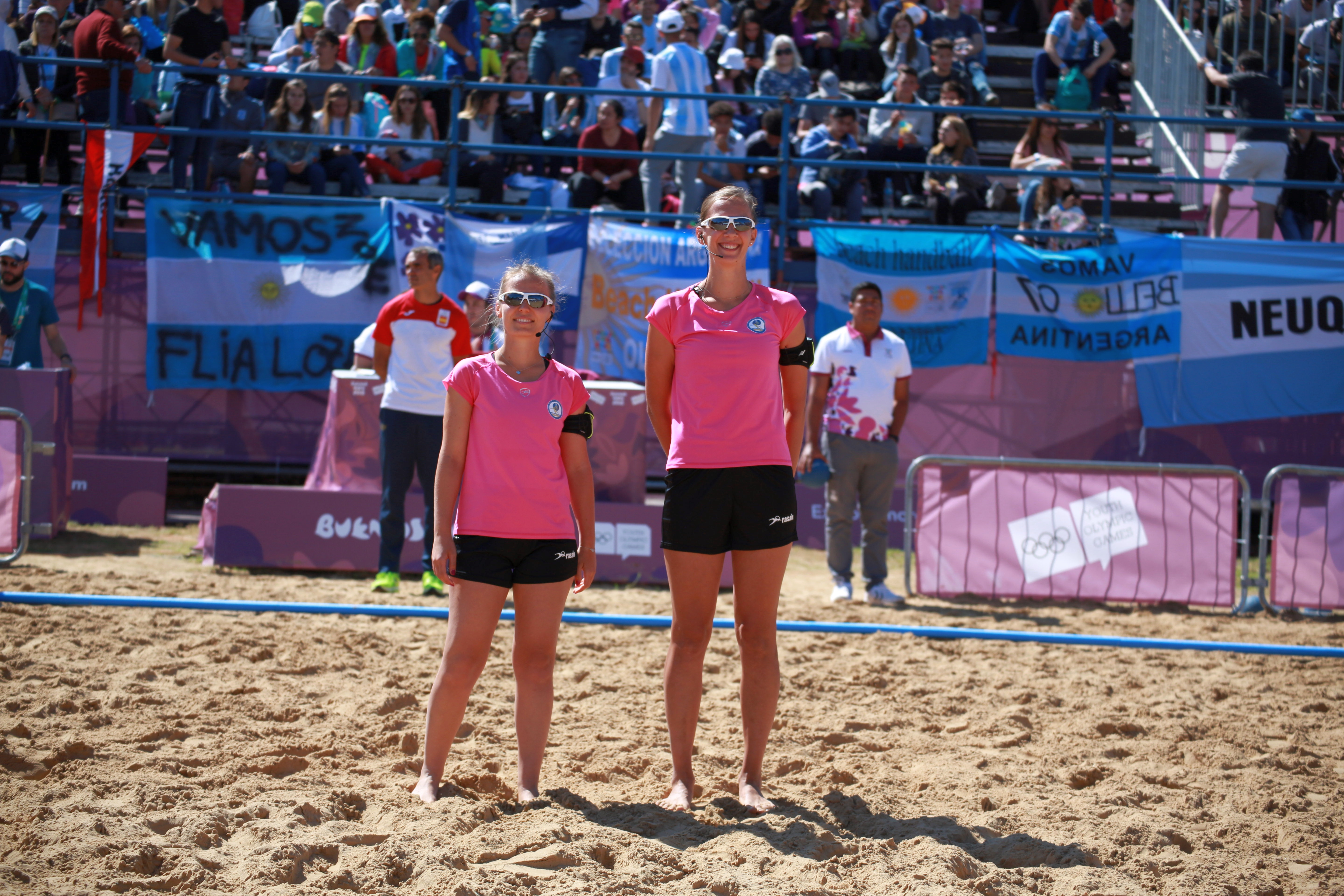
Jaworska und Gaweł vor dem Spielbeginn zwischen Spanien und Kroatien bei den Olympischen Jugendspielen 2018